# Елизабеттаун (Илиноис)
Елизабеттаун (енгл. Elizabethtown) град је у америчкој савезној држави Илиноис.

## Демографија
По попису из 2010. године број становника је 299, што је 49 (-14,1%) становника мање него 2000. године.
| Група             | 2000.       | 2010.       |
| Белци             | 340 (97,7%) | 288 (96,3%) |
| Афроамериканци    | 5 (1,4%)    | 0 (0,0%)    |
| Азијати           | 0 (0,0%)    | 4 (1,3%)    |
| Хиспаноамериканци | 1 (0,3%)    | 4 (1,3%)    |
| Укупно            | 348         | 299         |